# Södermanlands runinskrifter 108
Södermanlands runinskrifter 108 är ristad på en runsten som står tillsammans med Sö 107 och Sö 109 i området Balsta, nära utfartsvägen från Eskilstuna mot Kjula. Stenen har flyttats runt inom Eskilstuna men lär från början ha stått i närheten av sin nuvarande plats. Här passerade den forna landsvägen "Gredby gata" och i närheten rann Karpbäcken förbi under Gredby bro.
Den är en av de så kallade Ingvarsstenarna som restes efter de män som färdades och förolyckades i det ödesdigra Ingvarståget.

## Stenen
Stenen är 160 centimeter hög och 94 centimeter bred. Materialet är granit. Centralt på stenen finns ett stort, likarmat hjulkors utan flätning och utsmyckning. Runslingan är mycket ovanlig. Runslingan har varken huvud eller svans. Den börjar vid foten mitt på stenen, där den är öppen, och löper sedan medsols runtom stenens kanter tills den når samma ställe. De yttre linjer möter varandra, med även slutet är öppet. Huvudslingan binds av en andra slinga med ormhuvud. Ormen har spetsigt huvud och utstående, runda ögon, men ingen tunga. Slingans runtext börjar vid svansen och löper motsols mot huvudet. 

## Inskriften
Runor:
ᚴᚢᚾᚢᛚᚠᛦ ᛬ ᚱᛅᛁᛋᛏᛁ ᛬ ᛋᛏᚨᛁᚾ ᛬ ᚦᛅᚾᛋᛁ ᛬ ᛅᛏ ᛬ ᚢᛚᚠ ᛬ ᚠᛅᚦᚢᚱ ᛬ ᛋᛁᚾ ᛬ ᚼᛅᚾ ᛬ ᚢᛅᛦ ᛁ ᛬ ᚠᛅᚱᚢ ᛬ ᛘᛁᚦ ᛬ ᛁᚴᚢᛅᚱᛁ ᛬
Translitterering av runraden:
kunulfʀ : raisti : stein : þansi : at : ulf : faþur : sin : han : uaʀ i : faru : miþ : ikuari :
Normalisering till runsvenska:
Gunnulfʀ ræisti stæin þannsi at Ulf, faður sinn. Hann vaʀ i faru með Ingvari.
Översättning till nusvenska:
Gunnulv reste denna sten åt sin fader Ulv. Han var i färd med Ingvar.
Stenen tillhör gruppen av Ingvarsstenar som restes efter dem som deltog i ett olyckligt vikingatåg mot Ryssland och Särkland. Efter sex år återkom endast ett av trettio skepp till Mälartrakten, vilket lär ha skett året 1042 enligt Ingvar den vittfarnes saga. Förutom namnen är detta nästan exakt samma text som på Södermanlands runinskrifter 107 som står bredvid.
Runristaren är okänd. Han använder Svensk runrad från 1000-talet och orden avskiljs med dubbla punkter.
Runsten Sö 108 är som fornlämning registrerad Klosters socken Raä 263.

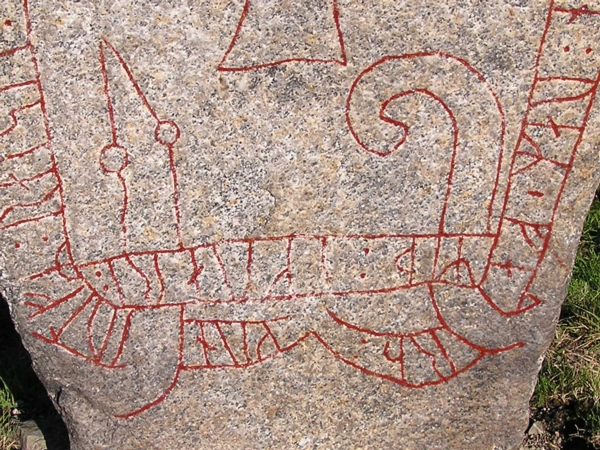
Andra runslingan utgörs av en orm.
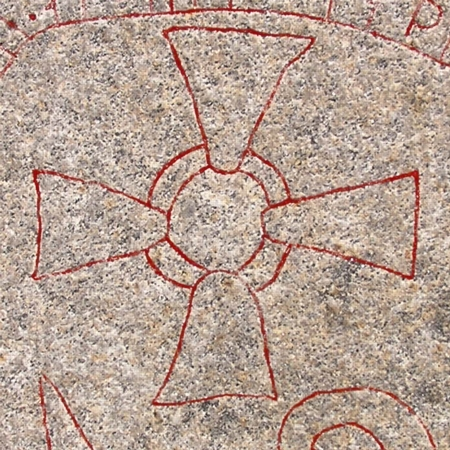
Hjulkors utan flätning mellan ring och korsets armar.